# Tipula wahlgrenana
Tipula wahlgrenana är en tvåvingeart som beskrevs av Alexander 1968. Tipula wahlgrenana ingår i släktet Tipula och familjen storharkrankar. Inga underarter finns listade i Catalogue of Life.